# ReiserFS
ReiserFS е журнална файлова система създадена специално за Linux от фирмата Namesys под ръководството на Ханс Рейзер.

## Описание
Структурно ReiserFS е сходна както на класическите файлови системи, така и на някои бази данни. Отличава се с много високо бързодействие, особено при работа с голям брой малки файлове.
Поддържа се от Linux ядрото от версия 2.4.1 и е подразбираща се файлова система за някои дистрибуции като Elive, Xandros, Yoper, Linspire, GoboLinux и Kurumin Linux. Преди закупуването на SuSE от Novell е подразбираща се и за тази дистрибуция.

## Версии
Използваната към септември 2008 г. в ядрото Linux версия на ReiserFS e 3. От повече от година преди това вече е до голяма степен готова версия 4, която обаче не е приета за употреба в Linux с мотиви за недостатъчна завършеност и непълна съвместимост с версия 3.